# Lotta greco-romana ai Giochi della V Olimpiade - Pesi piuma
La competizione della categoria pesi piuma (fino a 60 Kg) di lotta greco-romana dei Giochi della V Olimpiade si tenne dal 6 al 15 luglio 1912 allo Stadio Olimpico di Stoccolma.

## Formato
Torneo con eliminazione alla seconda sconfitta. I tre o lottatori rimasti disputavano un torneo finale.

## Risultati
| Legenda                               | Legenda |
| ------------------------------------- | ------- |
| Lottatore senza sconfitte             |         |
| Lottatore con una sconfitta           |         |
| Lottatore con due sconfitte Eliminato |         |

### Primo Turno
| Atleta               |       | Atleta              | Ris.      |
| -------------------- | ----- | ------------------- | --------- |
| Ville Lehmusvirta    | batte | Percy Cockings      | Schienato |
| Kalle Leivonen       | batte | Mariano Ciai        | Schienato |
| Mikael Hestdahl      | batte | Bruno Åkesson       | Ai punti  |
| Erik Öberg           | batte | Alfred Taylor       | Schienato |
| Christian Arnesen    | batte | Josef Beránek       | Schienato |
| Pavel Pavlovich      | batte | Karl Karlsson       | Schienato |
| Otto Lasanen         | batte | Arvid Beckman       | Ai punti  |
| Ragnvald Gullaksen   | batte | Ewald Persson       | Ai punti  |
| Arvo Kangas          | batte | Aleksandr Akondinov | Schienato |
| Harry Larsson        | batte | Conrad Stein        | Ai punti  |
| József Pongrácz      | batte | William Lyshon      | Schienato |
| Hugo Johansson       | batte | Jonny Andersen      | Schienato |
| Georg Gerstäcker     | batte | András Szoszky      | Schienato |
| Verner Hetmar        | batte | Risto Mustonen      | Schienato |
| Lauri Haapanen       | batte | António Pereira     | Schienato |
| George MacKenzie     | batte | Aleksandrs Miezīts  | Ai punti  |
| Carl-Georg Andersson | batte | Carl Hansen         | Schienato |
| Kaarlo Koskelo       | batte | Heinrich Rauß       | Ai punti  |
| Friedrich Scharrer   | batte | George Retzer       | Schienato |

### Secondo Turno
| Atleta              |       | Atleta               | Ris.       |
| ------------------- | ----- | -------------------- | ---------- |
| Ville Lehmusvirta   | batte | Mariano Ciai         | Schienato  |
| Kalle Leivonen      | batte | Percy Cockings       | Schienato  |
| Bruno Åkesson       | batte | Alfred Taylor        | Ai punti   |
| Erik Öberg          | batte | Mikael Hestdahl      | Ai punti   |
| Josef Beránek       | batte | George MacKenzie     | Per ritiro |
| Pavel Pavlovich     | batte | Christian Arnesen    | Ai punti   |
| Arvid Beckman       | batte | Ragnvald Gullaksen   | Schienato  |
| Otto Lasanen        | batte | Ewald Persson        | Schienato  |
| Harry Larsson       | batte | Arvo Kangas          | Ai punti   |
| Aleksandr Akondinov | batte | Conrad Stein         | Schienato  |
| József Pongrácz     | batte | Jonny Andersen       | Schienato  |
| Hugo Johansson      | batte | William Lyshon       | Schienato  |
| Georg Gerstäcker    | batte | Risto Mustonen       | Schienato  |
| Lauri Haapanen      | batte | András Szoszky       | Schienato  |
| Verner Hetmar       | batte | Aleksandrs Miezīts   | Schienato  |
| António Pereira     | batte | Karl Karlsson        | Per ritiro |
| Kaarlo Koskelo      | batte | Carl Hansen          | Schienato  |
| Friedrich Scharrer  | batte | Carl-Georg Andersson | Schienato  |
| Heinrich Rauß       | batte | George Retzer        | Per ritiro |

### Terzo Turno
| Atleta               |       | Atleta              | Ris.       |
| -------------------- | ----- | ------------------- | ---------- |
| Ville Lehmusvirta    | batte | Mikael Hestdahl     | Schienato  |
| Kalle Leivonen       | batte | Erik Öberg          | Ai punti   |
| Josef Beránek        | batte | Pavel Pavlovich     | Ai punti   |
| Arvid Beckman        | batte | Christian Arnesen   | Schienato  |
| Otto Lasanen         | batte | Ragnvald Gullaksen  | Schienato  |
| Arvo Kangas          | batte | József Pongrácz     | Schienato  |
| Harry Larsson        | batte | Aleksandr Akondinov | Schienato  |
| Georg Gerstäcker     | batte | Hugo Johansson      | Ai punti   |
| Lauri Haapanen       | batte | Verner Hetmar       | Schienato  |
| Carl-Georg Andersson | batte | António Pereira     | Schienato  |
| Kaarlo Koskelo       | batte | Friedrich Scharrer  | Ai punti   |
| Heinrich Rauß        | batte | Bruno Åkesson       | Per ritiro |

### Quarto Turno
| Atleta            |       | Atleta               | Ris.      |
| ----------------- | ----- | -------------------- | --------- |
| Ville Lehmusvirta | batte | Heinrich Rauß        | Ai punti  |
| Kalle Leivonen    | batte | Josef Beránek        | Schienato |
| Erik Öberg        | batte | Pavel Pavlovich      | Schienato |
| Arvo Kangas       | batte | Arvid Beckman        | Schienato |
| Otto Lasanen      | batte | Harry Larsson        | Schienato |
| Hugo Johansson    | batte | József Pongrácz      | Schienato |
| Georg Gerstäcker  | batte | Lauri Haapanen       | Schienato |
| Verner Hetmar     | batte | Friedrich Scharrer   | Schienato |
| Kaarlo Koskelo    | batte | Carl-Georg Andersson | Schienato |

### Quinto Turno
| Atleta         |       | Atleta            | Ris.      |
| -------------- | ----- | ----------------- | --------- |
| Erik Öberg     | batte | Ville Lehmusvirta | Ai punti  |
| Kalle Leivonen | batte | Harry Larsson     | Schienato |
| Hugo Johansson | e     | Otto Lasanen      | SQ        |
| Arvo Kangas    | batte | Georg Gerstäcker  | Schienato |
| Kaarlo Koskelo | batte | Verner Hetmar     | Schienato |
| Lauri Haapanen |       | Bye               |           |

### Sesto Turno
| Atleta           |       | Atleta            | Ris.      |
| ---------------- | ----- | ----------------- | --------- |
| Erik Öberg       | batte | Lauri Haapanen    | Ai punti  |
| Georg Gerstäcker | batte | Ville Lehmusvirta | Schienato |
| Otto Lasanen     | batte | Kalle Leivonen    | Schienato |
| Kaarlo Koskelo   | batte | Arvo Kangas       | Schienato |

### Settimo turno
| Atleta           |       | Atleta         | Ris.      |
| ---------------- | ----- | -------------- | --------- |
| Georg Gerstäcker | batte | Kalle Leivonen | Ai punti  |
| Otto Lasanen     | batte | Erik Öberg     | Schienato |
| Kaarlo Koskelo   |       | Bye            |           |

### Torneo finale
| Atleta           |       | Atleta           | Ris.      |
| ---------------- | ----- | ---------------- | --------- |
| Georg Gerstäcker | batte | Otto Lasanen     | Schienato |
| Kaarlo Koskelo   | batte | Otto Lasanen     | Ai punti  |
| Kaarlo Koskelo   | batte | Georg Gerstäcker | Schienato |

## Classifica finale
| Pos.    | Atleta           | Nazione   |
| ------- | ---------------- | --------- |
| Oro     | Kaarlo Koskelo   | Finlandia |
| Argento | Georg Gerstäcker | Germania  |
| Bronzo  | Otto Lasanen     | Finlandia |